# ریکو هنری

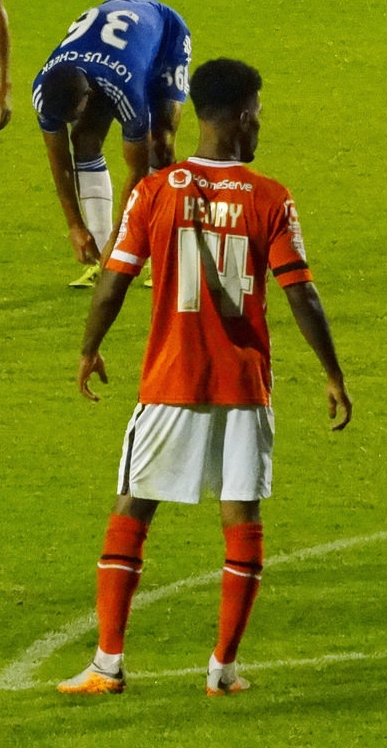
ریکو آنتونیو هنری - ۲۰۱۵

ریکو آنتونیو هنری (متولد ۸ ژوئیه ۱۹۹۷)بازیکن فوتبال اهل انگلیس است که در پست دفاع چپ برای باشگاه فوتبال برنتفورد به میدان می‌رود.